# Jørgen Vogt
Jørgen Herman Vogt (23 septembre 1900 - 3 août 1972) est un rédacteur en chef norvégien et un homme politique représentant le Parti communiste. Il dirige les journaux Ny Tid et Friheten, effectue quatre mandats au conseil municipal de Trondheim et un mandat au Parlement norvégien.

## Vie privée
Vogt est né à Kristiania, fils du professeur de métallurgie Johan Herman Lie Vogt (1858–1932) et de sa femme Martha Johanne Abigael Kinck (1861–1908). Il est le frère du géologue Thorolf Vogt, du directeur norvégien des ressources en eau et de l'énergie Fredrik Vogt et de l'économiste Johan Herman Vogt (en). Son oncle Ragnar Vogt est professeur de médecine ; tout comme son cousin, qui s'appelle également Jørgen Herman Vogt. Son arrière-grand-père David Vogt est un homme politique .

## Carrière
Vogt s'inscrit comme étudiant en 1919. Il travaille également comme journaliste de 1920 à 1923 ; pendant cette période, il effectue des voyages d'études en Allemagne. De 1923 à 1924, il est rédacteur en chef de Klassekampen, l'organe du parti de la Ligue des jeunes communistes de Norvège. À peu près à la même époque, il fait partie du comité de rédaction du périodique Proletaren . Vogt écrit ensuite pour le Norges Kommunistblad de 1924 à 1927 et Arbeideren og Gudbrandsdalens Arbeiderblad de 1927 à 1929, date à laquelle il est embauché comme journaliste dans le journal de Trondheim Ny Tid.
Alors qu'il vit et travaille à Trondheim, il est élu au conseil municipal de Trondheim en 1934. Il est réélu en 1937. À cette époque, il est rédacteur en chef de Ny Tid. Cependant, le journal disparait en 1939. Il trouve un nouveau travail au sein du comité d'approvisionnement de la ville. Cependant, le 9 octobre 1941, pendant l'occupation allemande de la Norvège, il est emprisonné. Il est incarcéré dans les camps de Vollan, Falstad et Grini. Il n'est libéré qu'en 1945, lorsque la Norvège est libérée de l'occupation allemande .
Lors des premières élections libres en Norvège après la Seconde Guerre mondiale, Vogt est élu au Parlement de Norvège, représentant les bourgs des comtés de Sør-Trøndelag et Nord-Trøndelag. Il effectue un mandat. La même année, il rétablit également le journal Ny Tid et, en 1946, il est choisi comme rédacteur en chef du nouvel organe du parti, Friheten. A ce titre, il est membre du comité central du Parti communiste. Il siège également au conseil municipal de Trondheim de 1945 à 1951.
Vogt reste rédacteur en chef de Friheten jusqu'en 1967, à l'exception d'une période entre 1962 et 1965, lorsqu'il est secrétaire politique du Parti communiste. Vogt retourne dans sa ville natale d'Oslo, où il est membre adjoint du conseil municipal de 1959 à 1963. Vogt est également membre du comité Schei, qui travaille de 1946 à 1961 pour réduire le nombre de municipalités de Norvège. Il travaille comme secrétaire au Parlement norvégien pendant les dernières années de sa vie  et est décédé en 1972 .